# لوبامبو موسوندا
لوبامبو موسوندا (بالإنجليزية: Lubambo Musonda)‏ (مواليد 1 مارس 1995) هو لاعب كرة قدم زامبي يلعب كجناح أيسر لصالح نادي أوليسيس الأرميني.

## روابط خارجية
- لوبامبو موسوندا على موقع قاعدة بيانات كرة القدم.إي يو (الإنجليزية)
- لوبامبو موسوندا على موقع ناشيونال فوتبول تيمز (الإنجليزية)
- لوبامبو موسوندا على موقع Soccerway.com (الإنجليزية)
- لوبامبو موسوندا على موقع كووورة